# Psyllaephagus zdeneki
Psyllaephagus zdeneki is een vliesvleugelig insect uit de familie Encyrtidae. De wetenschappelijke naam is voor het eerst geldig gepubliceerd in 2005 door Noyes & Fallahzadeh.